# مارتین دان (بازیکن فوتبال، زاده۱۸۸۶)
مارتین دان (انگلیسی: Martin Dunne؛ آوریل ۱۸۸۶ – ۱۹۵۵ (۶۸−۶۹ سال)) بازیکن فوتبال اهل بریتانیا بود.
از باشگاه‌هایی که در آن بازی کرده‌است می‌توان به باشگاه فوتبال استالی‌بریج سلتیک و باشگاه فوتبال ساوت‌همپتون اشاره کرد.